# Anne-Catherine Goffinet
Anne-Catherine Goffinet (Sint-Lambrechts-Woluwe, 4 januari 1978) is een Belgisch politica voor het cdH, sinds maart 2022 Les Engagés genaamd.

## Levensloop
Goffinet promoveerde in 2000 tot licentiaat in de beheerswetenschappen aan de Université Catholique de Louvain en behaalde eveneens een aggregaat in economie en beheer en een diploma in management en beleid in de gezondheidszorg aan de Katholieke Universiteit Leuven. Van 2001 tot 2013 werkte ze als bedrijfsrevisor.
Ze was actief in verschillende jeugdverenigingen en was op 22-jarige leeftijd voor de toenmalige PSC in oktober 2000 voor het eerst kandidaat bij de gemeenteraadsverkiezingen in Aarlen. Ze werd verkozen en zetelde zes jaar lang als gemeenteraadslid. Na de verkiezingen van 2006, waarbij ze een excellent persoonlijk resultaat behaalde, werd ze aangesteld tot schepen voor Financiën, Handel, Stedenbouw en Toerisme. Na de lokale verkiezingen van oktober 2012 kon Goffinet tot eind 2018 schepen blijven, met als opdrachten Financiën, Stedenbouw, Toerisme, Ruimtelijke Ordening, Feestelijkheden en Commerciële Activiteiten. Daarna was ze van 2018 tot 2019 schepen voor Financiën, Burgerlijke Stand, Sportinfrastructuur, Begraafplaatsen en Toerisme. In juli 2019 nam ze ontslag als schepen en vervolgens nam ze opnieuw zitting als gemeenteraadslid.
Bij de Waalse verkiezingen van 2004 haalde Goffinet een hoog aantal voorkeurstemmen in het arrondissement Aarlen-Marche-Bastenaken, maar ze raakte niet verkozen. In 2009 slaagde ze daar wel in en werd ze lid van het Waals Parlement en van het Parlement van de Franse Gemeenschap. In het Waals Parlement ging ze zetelen in de commissie Economie, Buitenlandse Handel en Nieuwe Technologieën en van 2010 tot 2014 was ze er voorzitter van het adviescomité voor gelijke kansen. In het Parlement van de Franse Gemeenschap was Goffinet lid en van 2013 tot 2014 ondervoorzitter van de commissie Kind, Onderzoek, Openbaar Ambt en Schoolgebouwen en daarnaast zetelde ze er in de commissie Financiën, Comptabiliteit, Begroting en Sport, waar ze van 2009 tot 2011 ondervoorzitter was. Van juni tot juli 2009 was ze daarnaast secretaris van het Waals Parlement.
In mei 2014 opteerde ze geen nieuw mandaat in deze parlementen en ging als eerste opvolger op de cdH-lijst voor de Kamer van volksvertegenwoordigers staan in de kieskring Luxemburg. Vervolgens was ze van 2015 tot 2018 opdrachthouder op het kabinet van Waals minister René Collin. In september 2018 volgde ze Isabelle Poncelet op als Kamerlid, een functie die ze bekleedde tot in mei 2019.
Na de verkiezingen van mei 2019 keerde Goffinet terug naar het Waals Parlement en het Parlement van de Franse Gemeenschap. Om zich voluit op deze mandaten te concentreren, besloot ze ontslag te nemen als schepen van Aarlen. Ze werd van 2019 tot 2024 ondervoorzitter van de commissie Openbaar Ambt, Toerisme en Patrimonium in het Waals Parlement en was van december 2022 tot juni 2024 secretaris van deze assemblee. Sinds juni 2024 is ze ondervoorzitter van het Waals Parlement.
Sinds juli 2019 is Goffinet tevens deelstaatsenator in de Senaat, waar ze sinds 2024 fractievoorzitter voor Les Engagés is. 
Goffinet was daarnaast van 2007 tot 2018 bestuurster bij de Toeristische Dienst van Aarlen en is sinds 2004 lid en sinds 2007 voorzitter van de raad van bestuur van de vzw Centre-Ville, die de stedelijke en economische ontwikkeling van de stad wil stimuleren. 